# Номерні знаки Ефіопії
Код Ефіопії для міжнародного руху ТЗ — (ЕТН).

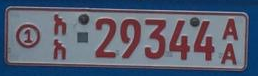
Номерний знак таксі

Чинний формат номерних знаків Ефіопії запроваджено в 2002 році. Використовується два види кодування: по типу приналежності ТЗ, та за регіональною ознакою. Тип ТЗ визначається однією цифрою, розташованою в колі. Регіональна приналежність визначається дволітеровим кодом, що дублюється амхарськими та латинськими літерами. В автомобільних номерних знаках використовується до п'яти цифр. Шрифт для номерих знаків обрано німецький типу FE-Schrift.

## Регіональне кодування
| Регіон                                 | Код |
| -------------------------------------- | --- |
| Аддис-Абеба                            | АА  |
| Амхара                                 | АМ  |
| Афар                                   | AR  |
| Біншангул Гумуз                        | BG  |
| Діре Дава                              | DR  |
| Ефіопія — загальнодержавні             | ЕТ  |
| народи Гамбела                         | GM  |
| народ Харарі                           | HR  |
| Оромія                                 | OR  |
| народ Сомалі                           | SM  |
| Південні нації, національності, народи | SP  |
| Тиграй                                 | TG  |

## Типитранспортних засобів
| Код | Тип ТЗ                          |
| --- | ------------------------------- |
| 1   | Таксі (червоні знаки)           |
| 2   | Приватні (сині знаки)           |
| 3   | Комерційні (зелені знаки)       |
| 4   | Державні (чорні знаки)          |
| 5   | Організації (помаранчеві знаки) |